# Mycena epipterygia
Mycena epipterygia é uma espécie de cogumelo da família Mycenaceae. É encontrado na Europa.